# NextGen Series 2011/2012
NextGen Series 2011/12 — 1-й розыгрыш турнира NextGen Series — молодёжного аналога Лиги чемпионов. Это соревнование, в котором приняли участие команды 16 европейских клубов, составленные из игроков до 19-ти лет.
Финал состоялся 25 марта 2012 года на стадионе «Брисбейн Роуд» в Лондоне. Победителем турнира стал итальянский «Интернационале», обыгравший нидерландский «Аякс» в серии послематчевых пенальти после того как основное время завершилось со счетом 1-1.
Лучшими бомбардирами стали датчанин Виктор Фишер из «Аякса» и камерунец Жан-Мари Донгу из «Барселоны», забившие по 7 мячей.

## Команды
В этом сезоне приняли участие 16 команд из 11-ти стран:
| - Астон Вилла - Ливерпуль - Манчестер Сити - Тоттенхэм Хотспур | - Барселона - Вольфсбург - Интернационале - Спортинг | - Олимпик Марсель - Аякс - ПСВ Эйндховен - Фенербахче | - Базель - Селтик - Мольде - Русенборг |  |

## Групповой этап
16 команд были разбиты на 4 группы по 4 команды, где они сыграли друг с другом дома и в гостях в два круга. В плей-офф попадают две лучшие команды из каждой группы.

### Группа 1
| # | Клуб            | И | В | Н | П | М       | ±   | Очки |
| - | --------------- | - | - | - | - | ------- | --- | ---- |
| 1 | Барселона       | 6 | 5 | 0 | 1 | 20 − 9  | +11 | 15   |
| 2 | Олимпик Марсель | 6 | 4 | 0 | 2 | 11 − 10 | +1  | 12   |
| 3 | Селтик          | 6 | 3 | 0 | 3 | 11 − 12 | −1  | 9    |
| 4 | Манчестер Сити  | 6 | 0 | 0 | 6 | 6 − 17  | −11 | 0    |

Начало матчей дано по Центрально-европейскому времени (CET)
| Олимпик Марсель | 1:0           | Селтик |
| --------------- | ------------- | ------ |
| Бангура 6′      | Отчет о матче |        |

| Селтик   | 1:3           | Барселона                              |
| -------- | ------------- | -------------------------------------- |
| Уотт 23′ | Отчет о матче | Корнехо 17′ · Габаррон 37′ · Донгу 48′ |

| Манчестер Сити | 1:2           | Барселона              |
| -------------- | ------------- | ---------------------- |
| Банн 40′       | Отчет о матче | Мигель Анхель 52′, 74′ |

| Барселона                                         | 4:1           | Олимпик Марсель |
| ------------------------------------------------- | ------------- | --------------- |
| Корнехо 3′ · Донгу 46′, 88′ · Енукидзе 54′ (авт.) | Отчет о матче | Ало 64′         |

| Олимпик Марсель                      | 3:0           | Манчестер Сити |
| ------------------------------------ | ------------- | -------------- |
| Жобейо 18′ · Аммари 82′ · Муле 90+4′ | Отчет о матче |                |

| Манчестер Сити         | 2:4           | Селтик                                  |
| ---------------------- | ------------- | --------------------------------------- |
| Роман 10′ · Суарес 65′ | Отчет о матче | Херрон 25′ · Джордж 39′, 59′ · Уотт 68′ |

| Олимпик Марсель                                        | 4:2           | Барселона               |
| ------------------------------------------------------ | ------------- | ----------------------- |
| Ало 44′ · Диоп 50′ (пен.) · Сантьяго 60′ · Абдулла 88′ | Отчет о матче | Корнехо 19′ · Донгу 22′ |

| Барселона                                       | 4:1           | Манчестер Сити |
| ----------------------------------------------- | ------------- | -------------- |
| Сандро 30′, 40′ · Мигель Анхель 68′ · Ледеш 86′ | Отчет о матче | Хивула 87′     |

| Селтик                    | 2:1           | Манчестер Сити |
| ------------------------- | ------------- | -------------- |
| Макгиох 34′ · Фрейзер 41′ | Отчет о матче | Раснак 67′     |

| Барселона                                     | 5:1           | Селтик   |
| --------------------------------------------- | ------------- | -------- |
| Габаррон 3′ · Донгу 5′, 57′, 62′ · Сандро 74′ | Отчет о матче | Уотт 75′ |

| Манчестер Сити | 1:2           | Олимпик Марсель           |
| -------------- | ------------- | ------------------------- |
| Хивула 42′     | Отчет о матче | Сантьяго 34′ · Бонейи 81′ |

| Селтик                                   | 3:0           | Олимпик Марсель |
| ---------------------------------------- | ------------- | --------------- |
| Ф. Твардзик 45′ · Тошни 57′ · Джордж 80′ | Отчет о матче |                 |

### Группа 2
| # | Клуб       | И | В | Н | П | М       | ±   | Очки |
| - | ---------- | - | - | - | - | ------- | --- | ---- |
| 1 | Спортинг   | 6 | 5 | 1 | 0 | 20 − 6  | +14 | 16   |
| 2 | Ливерпуль  | 6 | 2 | 1 | 3 | 9 − 11  | −2  | 7    |
| 3 | Вольфсбург | 6 | 1 | 3 | 2 | 8 − 9   | −1  | 6    |
| 4 | Мольде     | 6 | 1 | 1 | 4 | 10 − 21 | −11 | 4    |

Начало матчей дано по Центрально-европейскому времени (CET)
| Ливерпуль | 0:3           | Спортинг                              |
| --------- | ------------- | ------------------------------------- |
|           | Отчет о матче | Тейшейра 26′ · Бетинью 38′ · Роза 86′ |

| Мольде                                       | 3:1           | Вольфсбург    |
| -------------------------------------------- | ------------- | ------------- |
| Холлинген 58′ · Бьеркос 90+1′ · Трипич 90+3′ | Отчет о матче | Миллемачи 50′ |

| Спортинг               | 2:1 | Вольфсбург  |
| ---------------------- | --- | ----------- |
| Бетинью 45′ · Шаби 64′ |     | Арнольд 53′ |

| Мольде | 0:4           | Ливерпуль                                        |
| ------ | ------------- | ------------------------------------------------ |
|        | Отчет о матче | Силва 26′, 46′ · Коуди 57′ (пен.) · Стерлинг 82′ |

| Ливерпуль         | 1:1 | Вольфсбург |
| ----------------- | --- | ---------- |
| Кляйхс 87′ (авт.) |     | Хансен 44′ |

| Спортинг                                                        | 6:1 | Мольде         |
| --------------------------------------------------------------- | --- | -------------- |
| Шаби 6′ · Медейруш 13′ · Бетинью 44′, 58′ · Мане 90′ · Роза 90′ |     | Стамнестрё 63′ |

| Вольфсбург                     | 2:0           | Ливерпуль |
| ------------------------------ | ------------- | --------- |
| Гюлейрьюз 48′ · Миллемаджи 54′ | Отчет о матче |           |

| Ливерпуль                   | 3:0 | Мольде |
| --------------------------- | --- | ------ |
| Морган 69′, 87′ · Силва 89′ |     |        |

| Вольфсбург | 0:0           | Спортинг |
| ---------- | ------------- | -------- |
|            | Отчет о матче |          |

| Вольфсбург                          | 3:3           | Мольде                         |
| ----------------------------------- | ------------- | ------------------------------ |
| Билдириджи 35′, 42′ · Гюлейрьюз 45′ | Отчет о матче | Трипич 6′, 88′ · Маркенг 90+3′ |

| Мольде                                     | 3:4           | Спортинг                                |
| ------------------------------------------ | ------------- | --------------------------------------- |
| Фуру 18′ · Трипич 79′ (пен.) · Маркенг 81′ | Отчет о матче | Фонсека 4′ · Гедеш 27′ · Брума 47′, 55′ |

| Спортинг                                        | 5:1           | Ливерпуль |
| ----------------------------------------------- | ------------- | --------- |
| Ие 19′ · Шаби 35′ · Бетинью 53′, 61′ · Эток 86′ | Отчет о матче | Нгоо 39′  |

### Группа 3
| # | Клуб        | И | В | Н | П | М       | ±   | Очки |
| - | ----------- | - | - | - | - | ------- | --- | ---- |
| 1 | Астон Вилла | 6 | 4 | 0 | 2 | 15 − 7  | +8  | 12   |
| 2 | Аякс        | 6 | 3 | 1 | 2 | 9 − 7   | +2  | 10   |
| 3 | Русенборг   | 6 | 3 | 0 | 3 | 11 − 11 | 0   | 9    |
| 4 | Фенербахче  | 6 | 1 | 1 | 4 | 5 − 15  | −10 | 4    |

Начало матчей дано по Центрально-европейскому времени (CET)
| Аякс                     | 2:0           | Астон Вилла |
| ------------------------ | ------------- | ----------- |
| Де Бондт 17′ · Фишер 49′ | Отчет о матче |             |

| Аякс                                                  | 5:1           | Фенербахче |
| ----------------------------------------------------- | ------------- | ---------- |
| Фенник 27′, 29′ · Фишер 54′ · Классен 57′ · Де Са 67′ | Отчет о матче | Шимшек 43′ |

| Русенборг   | 1:2           | Аякс            |
| ----------- | ------------- | --------------- |
| Бакенга 19′ | Отчет о матче | Классен 6′, 66′ |

| Астон Вилла                                              | 4:0           | Фенербахче |
| -------------------------------------------------------- | ------------- | ---------- |
| Каррутерс 10′ · Гарднер 25′ · Робинсон 54′ · Джонсон 70′ | Отчет о матче |            |

| Русенборг                                | 4:2           | Фенербахче             |
| ---------------------------------------- | ------------- | ---------------------- |
| Бакенга 24′, 72′, 73′ · Осбак 26′ (пен.) | Отчет о матче | Кандемир 4′ · Нияз 62′ |

| Фенербахче         | 1:2           | Астон Вилла                |
| ------------------ | ------------- | -------------------------- |
| Уильямс 60′ (авт.) | Отчет о матче | Джонсон 63′ · Кинселла 83′ |

| Астон Вилла                               | 4:1           | Русенборг  |
| ----------------------------------------- | ------------- | ---------- |
| Бёрк 45′, 84′ · Гарднер 60′ · Дреннан 90′ | Отчет о матче | Бакенга 8′ |

| Фенербахче | 0:0           | Аякс |
| ---------- | ------------- | ---- |
|            | Отчет о матче |      |

| Русенборг                      | 3:2           | Астон Вилла               |
| ------------------------------ | ------------- | ------------------------- |
| Сельнес 29′, 70′ · Бакенга 79′ | Отчет о матче | Уильямс 39′ · Джонсон 42′ |

| Фенербахче | 1:0           | Русенборг |
| ---------- | ------------- | --------- |
| Акар 75′   | Отчет о матче |           |

| Астон Вилла           | 3:0           | Аякс |
| --------------------- | ------------- | ---- |
| Гарднер 26′, 55′, 83′ | Отчет о матче |      |

| Аякс | 0:2           | Русенборг                 |
| ---- | ------------- | ------------------------- |
|      | Отчет о матче | Бьорнхольм 52′ · Ойен 90′ |

### Группа 4
| # | Клуб              | И | В | Н | П | М      | ±   | Очки |
| - | ----------------- | - | - | - | - | ------ | --- | ---- |
| 1 | Тоттенхэм Хотспур | 6 | 4 | 2 | 0 | 17 − 6 | +11 | 14   |
| 2 | Интернационале    | 6 | 3 | 2 | 1 | 8 − 11 | −3  | 11   |
| 3 | Базель            | 6 | 1 | 2 | 3 | 4 − 8  | −4  | 5    |
| 4 | ПСВ Эйндховен     | 6 | 1 | 0 | 5 | 9 − 13 | −4  | 3    |

Начало матчей дано по Центрально-европейскому времени (CET)
| Базель                      | 2:2           | Тоттенхэм Хотспур               |
| --------------------------- | ------------- | ------------------------------- |
| Пак Кван Рен 6′ · Маруфи 8′ | Отчет о матче | Кейн 16′ (пен.) · Култхерст 46′ |

| Базель    | 1:0           | ПСВ Эйндховен |
| --------- | ------------- | ------------- |
| Нафиу 20′ | Отчет о матче |               |

| Тоттенхэм Хотспур                                           | 7:1           | Интернационале   |
| ----------------------------------------------------------- | ------------- | ---------------- |
| Притчард 7′, 67′ · Кулибали 12′, 29′ · Гомелт 14′, 23′, 37′ | Отчет о матче | Бесса 39′ (пен.) |

| Интернационале              | 3:2           | ПСВ Эйндховен                |
| --------------------------- | ------------- | ---------------------------- |
| Бесса 5′ · Лонго 44′, 90+3′ | Отчет о матче | Танане 56′ · Ван Овербек 90′ |

| ПСВ Эйндховен | 1:2           | Тоттенхэм Хотспур        |
| ------------- | ------------- | ------------------------ |
| Райхи 60′     | Отчет о матче | Кулибали 43′ · Маннс 87′ |

| Интернационале | 1:0           | Базель |
| -------------- | ------------- | ------ |
| Войтуш 45+2′   | Отчет о матче |        |

| Тоттенхэм Хотспур                                         | 4:1           | ПСВ Эйндховен |
| --------------------------------------------------------- | ------------- | ------------- |
| Себальос 18′ · Велькович 22′ · Притчард 53′ · Ойенуга 55′ | Отчет о матче | Ван Ойен 41′  |

| ПСВ Эйндховен                                 | 4:1           | Базель      |
| --------------------------------------------- | ------------- | ----------- |
| Кох 15′ · Ритцмайер 24′, 57′ · Бентанкурт 62′ | Отчет о матче | Шиллова 21′ |

| Тоттенхэм Хотспур | 1:0           | Базель |
| ----------------- | ------------- | ------ |
| Велькович 22′     | Отчет о матче |        |

| Интернационале | 1:1           | Тоттенхэм Хотспур |
| -------------- | ------------- | ----------------- |
| Пекорини 14′   | Отчет о матче | Притчард 23′      |

| ПСВ Эйндховен | 1:2           | Интернационале        |
| ------------- | ------------- | --------------------- |
| Райхи 75′     | Отчет о матче | Бесса 15′ · Лонго 33′ |

| Базель | 0:0 | Интернационале |
| ------ | --- | -------------- |
|        |     |                |

## Плей-офф

### Сетка плей-офф
|  | Четвертьфиналы        | Четвертьфиналы  |                      |           | Полуфиналы        | Полуфиналы        |  |  | Финал | Финал |
|  |                       |                 |                      |           |                   |                   |  |  |       |       |
|  |                       |                 |                      |           |                   |                   |  |  |       |       |
|  |                       |                 |                      |           |                   |                   |  |  |       |       |
|  | Спортинг              | 0               |                      |           |                   |                   |  |  |       |       |
|  | Спортинг              | 0               |                      |           |                   |                   |  |  |       |       |
|  | Интернационале        | 1               |                      |           |                   |                   |  |  |       |       |
|  | Интернационале        | 1               | Интернационале       | 2         |                   |                   |  |  |       |       |
|  |                       |                 | Интернационале       | 2         |                   |                   |  |  |       |       |
|  |                       | Олимпик Марсель | 0                    |           |                   |                   |  |  |       |       |
|  | Астон Вилла           | Олимпик Марсель | 0                    | 1         |                   |                   |  |  |       |       |
|  | Астон Вилла           |                 |                      | 1         |                   |                   |  |  |       |       |
|  | Олимпик Марсель (доп) | 2               |                      |           |                   |                   |  |  |       |       |
|  | Олимпик Марсель (доп) | 2               | Интернационале (пен) | 1 (5)     |                   |                   |  |  |       |       |
|  |                       |                 | Интернационале (пен) | 1 (5)     |                   |                   |  |  |       |       |
|  |                       | Аякс            | 1 (3)                |           |                   |                   |  |  |       |       |
|  | Тоттенхэм Хотспур     | Аякс            | 1 (3)                | 1         |                   |                   |  |  |       |       |
|  | Тоттенхэм Хотспур     |                 |                      | 1         |                   |                   |  |  |       |       |
|  | Ливерпуль             | 0               |                      |           |                   |                   |  |  |       |       |
|  | Ливерпуль             | 0               | Ливерпуль            | 0         | Матч за 3-е место | Матч за 3-е место |  |  |       |       |
|  |                       |                 | Ливерпуль            | 0         | Матч за 3-е место | Матч за 3-е место |  |  |       |       |
|  |                       | Аякс            | 6                    |           |                   |                   |  |  |       |       |
|  | Барселона             | Аякс            | 6                    | 0         | Олимпик Марсель   | 0                 |  |  |       |       |
|  | Барселона             |                 |                      | 0         | Олимпик Марсель   | 0                 |  |  |       |       |
|  | Аякс                  | 3               |                      | Ливерпуль | 2                 |                   |  |  |       |       |
|  | Аякс                  | 3               |                      |           | 2                 |                   |  |  |       |       |
|  |                       |                 |                      |           |                   |                   |  |  |       |       |
|  |                       |                 |                      |           |                   |                   |  |  |       |       |

### Четвертьфиналы
| Астон Вилла | 1:2 (доп)     | Олимпик Марсель        |
| ----------- | ------------- | ---------------------- |
| Гарднер 90′ | Отчет о матче | Гади 36′ · Омрани 101′ |

| Спортинг | 0:1           | Интернационале |
| -------- | ------------- | -------------- |
|          | Отчет о матче | Мбайе 55′      |

| Тоттенхэм Хотспур | 1:0           | Ливерпуль |
| ----------------- | ------------- | --------- |
| Култхерст 71′     | Отчет о матче |           |

| Барселона | 0:3           | Аякс                      |
| --------- | ------------- | ------------------------- |
|           | Отчет о матче | Фишер 55′, 81′ · Схоп 67′ |

### Полуфиналы
| Ливерпуль | 0:6           | Аякс                                                     |
| --------- | ------------- | -------------------------------------------------------- |
|           | Отчет о матче | Фишер 7′, 48′, 71′ · Классен 62′ (пен.), 70′ · Де Са 42′ |

| Интернационале          | 2:0           | Олимпик Марсель |
| ----------------------- | ------------- | --------------- |
| Кризетиг 3′ · Лонго 42′ | Отчет о матче |                 |

### Матч за 3-е место
| Ливерпуль             | 2:0           | Олимпик Марсель |
| --------------------- | ------------- | --------------- |
| Нгоо 40′ · Морган 90′ | Отчет о матче |                 |

### Финал
| Интернационале                               | 1:1 (пен.)    | Аякс                                   |
| -------------------------------------------- | ------------- | -------------------------------------- |
| Лонго 45′                                    | Отчет о матче | Денсвил 50′                            |
| Пенальти                                     |               |                                        |
| Бесса · Дункан · Альборно · Лонго · Кризетиг | 5:3           | Денсвил · Классен · Велтман · Де Бондт |

| Интернационале | Аякс |

| Интернационале: |    |                      |  |     |
| |    |                      |  |     |
| ВР | 1  | Раффаэле Ди Дженнаро |  |     |
| ЗЩ | 2  | Симоне Пекорини      |  |     |
| ЗЩ | 3  | Ибраима Мбайе        |  | 70' |
| ЗЩ | 4  | Лукас Шпендльхофер   |  |     |
| ЗЩ | 5  | Марек Кысела         |  |     |
| ПЗ | 6  | Джозеф Дункан        |  |     |
| ПЗ | 7  | Андреа Романо        |  |     |
| ПЗ | 8  | Лоренцо Кризетиг     |  |     |
| ПЗ | 9  | Самуэле Лонго        |  | 44′ |
| ПЗ | 10 | Даниэл Бесса         |  |     |
| НП | 11 | Марко Ливая          |  | 75' |
| Запасные: |    |                      |  |     |
| ЗЩ | 14 | Родриго Альборно     |  | 75' |
| Тренер: |    |                      |  |     |
| Андреа Страмаччони Игрок матча: Мики ван дер Харт Помощники судьи: Ли Беттс и Колин Лаймер Четвёртый судья: Чарльз Брейкспир |    |                      |  |     |

| АЯКС:     |    |                         |  |      |
|           |    |                         |  |      |
| ВР        | 1  | Мики ван дер Харт       |  |      |
| ЗЩ        | 2  | Свен Ньюпорт            |  |      |
| ЗЩ        | 3  | Джоэл Велтман           |  |      |
| ЗЩ        | 4  | Стефано Денсвил         |  | 50′  |
| ЗЩ        | 5  | Митчел Дейкс            |  |      |
| ЗЩ        | 6  | Фабиан Спорскледе       |  |      |
| НП        | 7  | Лесли де Са             |  | 75'  |
| ПЗ        | 8  | Матс Ритс               |  | 105' |
| НП        | 9  | Роуэнди Схоп            |  | 54'  |
| НП        | 10 | Дэви Классен            |  |      |
| НП        | 11 | Виктор Фишер            |  |      |
| Запасные: |    |                         |  |      |
| НП        | 15 | Ник де Бондт            |  | 75'  |
| НП        | 16 | Дэнзелл Гравенберх      |  | 54'  |
| ПЗ        | 18 | Абдельмалек Эль-Хаснауи |  | 105' |
| Тренер:   |    |                         |  |      |
| Фред Грим |    |                         |  |      |

## Лучшие бомбардиры
| №  | Имя                  | Команда           | Голов |
| -- | -------------------- | ----------------- | ----- |
| 1  | Виктор Фишер         | Аякс              | 7     |
| 1  | Жан-Мари Донгу       | Барселона         | 7     |
| 3  | Мушага Бакенга       | Русенборг         | 6     |
| 3  | Бетинью              | Спортинг          | 6     |
| 3  | Гэри Гарднер         | Астон Вилла       | 6     |
| 6  | Дэви Классен         | Аякс              | 5     |
| 6  | Самуэле Лонго        | Интернационале    | 5     |
| 8  | Златко Трипич        | Мольде            | 4     |
| 8  | Алекс Притчард       | Тоттенхэм Хотспур | 4     |
| 10 | Томислав Гомелт      | Тоттенхэм Хотспур | 3     |
| 10 | Сулейман Кулибали    | Тоттенхэм Хотспур | 3     |
| 10 | Дэниэл Джонсон       | Астон Вилла       | 3     |
| 10 | Филипе Шаби          | Спортинг          | 3     |
| 10 | Тони Уотт            | Селтик            | 3     |
| 10 | Сандро Рамирес       | Барселона         | 3     |
| 10 | Даниэл Бесса         | Интернационале    | 3     |
| 10 | Адам Морган          | Ливерпуль         | 3     |
| 18 | Юссеф Фенник         | Аякс              | 2     |
| 18 | Баптист Ало          | Олимпик Марсель   | 2     |
| 18 | Фарлей Роза          | Спортинг          | 2     |
| 18 | Джованни Миллемаджи  | Вольфсбург        | 2     |
| 18 | Эрнесто Корнехо      | Барселона         | 2     |
| 18 | Пол Джордж           | Селтик            | 2     |
| 18 | Андадж Гюлейрьюз     | Вольфсбург        | 2     |
| 18 | Мурат Билдириджи     | Вольфсбург        | 2     |
| 18 | Грэм Бёрк            | Астон Вилла       | 2     |
| 18 | Марсель Ритцмайер    | ПСВ Эйндховен     | 2     |
| 18 | Мигель Анхель        | Барселона         | 2     |
| 18 | Оле-Кристиан Сельнес | Русенборг         | 2     |
| 18 | Кристиан Маркенг     | Мольде            | 2     |
| 18 | Брума                | Спортинг          | 2     |
| 18 | Милош Велькович      | Тоттенхэм Хотспур | 2     |
| 18 | Патрик Габаррон      | Барселона         | 2     |
| 18 | Джорди Хивула        | Манчестер Сити    | 2     |
| 18 | Жонатан Сантьяго     | Олимпик Марсель   | 2     |
| 18 | Мохаммед Райхи       | ПСВ Эйндховен     | 2     |
| 18 | Шакил Култхерст      | Тоттенхэм Хотспур | 2     |
| 18 | Лесли де Са          | Аякс              | 2     |
| 18 | Майкл Нгоо           | Ливерпуль         | 2     |